# Amara quenseli
Amara quenseli is een keversoort uit de familie van de loopkevers (Carabidae). De wetenschappelijke naam van de soort werd in 1806 gepubliceerd door Carl Johan Schönherr.